# Districtul Krasae Sin
Krasae Sin (în thailandeză กระแสสินธุ์) este un district (Amphoe) din provincia Songkhla, Thailanda, cu o populație de 16.055 de locuitori și o suprafață de 96,4 km².

## Componență
Districtul este subdivizat în 4 subdistricte (tambon), care sunt subdivizate în 22 de sate (muban).
| Nr. | Nume       | În thailandeză | Sate | Locuitori |  |
| --- | ---------- | -------------- | ---- | --------- |  |
| 1.  | Ko Yai     | เกาะใหญ่        | 9    | 6,928     |  |
| 2.  | Rong       | โรง            | 5    | 3,033     |  |
| 3.  | Choeng Sae | เชิงแส          | 4    | 2,987     |  |
| 4.  | Krasae Sin | กระแสสินธุ์       | 4    | 3,107     |  |